# Croce del Travaglio

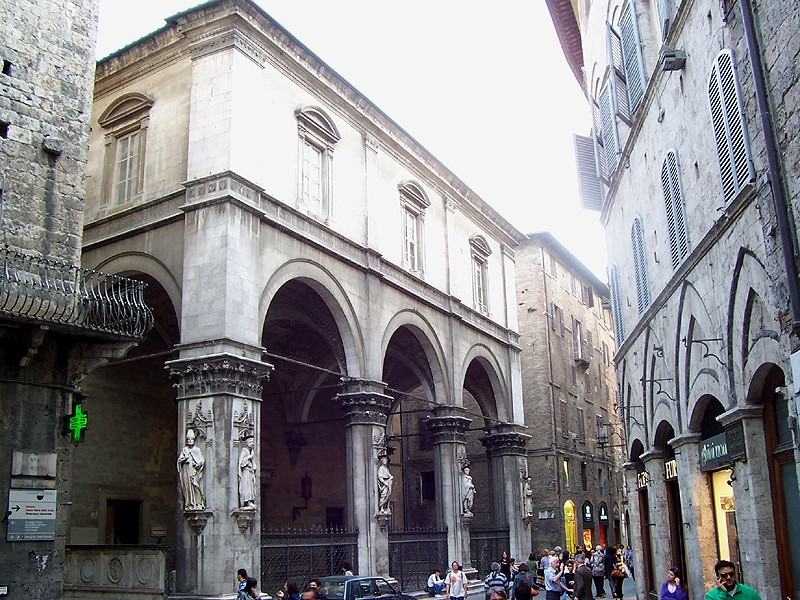
La Loggia della Mercanzia à cette croisée de trois voies citadines.

La Croce del Travaglio est le point de rencontre de trois voies importantes de la ville de Sienne  (la via di Città, la via Banchi di Sopra et la  via Banchi di Sotto) et des trois  Terzi zones historiques de la cité médiévale.
S'y trouve également la Loggia della Mercanzia, la loggia du Commerce.